# Ri Je-gang
Ri Je-gang (1930 - 2 de junho de 2010) foi um político norte-coreano.